# Kataliza kowalencyjna
Kataliza kowalencyjna – jeden z czterech najważniejszych rodzajów katalizy enzymatycznej.
Kataliza kowalencyjna charakteryzuje się tworzeniem (i później niszczeniem) wiązania kowalencyjnego pomiędzy enzymem i którymś z substratów reakcji, którą rzeczony enzym katalizuje. Enzym ulega w ten sposób przejściowej chemicznej modyfikacji i staje się również substratem, tak zwanym reaktantem. W ten sposób reakcja, przebiegając cały czas od tych samych substratów do tych samych produktów, przebiega odmiennym torem. Różni się od wyjściowego, przebiegającego w homogennym roztworze, mniejszą energią aktywacji, od czego zależy szybkość reakcji. Po przeprowadzeniu reakcji enzym wraca do stanu wyjściowego. Najczęściej zachodzi tutaj mechanizm ping-pong. Wyjściowy substrat przyłączany jest do enzymu, a później uwalnia się od niego produkt reakcji.
Enzym pełni swoją funkcję poprzez aminoacylowe reszty najczęściej cystylowe i serylowe, rzadziej zaś histydylowe.
Ten rodzaj katalizy enzymatycznej spotyka się często wśród transferaz.
Przykładem reakcji katalizowanej w ten sposób jest reakcja transaminacji. Bierze w nim udział enzym wyposażony w fosforan pirydoksalu bądź pirydoksaminę. Początkowo jest to fosforan pirydoksalu. Przyłączeniu ulega alanina, a odłącza pirogronian. Tym samym fosforan pirydoksalu, przejmując grupę aminową, przekształca się w pirydoksaminę. Później przyłącz się α-ketoglutaran. Odłącza się glutaminian, zabierając grupę aminową oraz odnawiając fosforan pirydoksalu.
Do enzymów działających w ten sposób należą również niektóre proteazy. Chodzi o proteazy serynowe takie, jak chymotrypsyna, trypsyna, elastaza. W przypadku chymotrypsyny prócz kluczowej reszty serylowej na 195 miejscu w łańcuchu peptydowej rolę odgrywają tutaj także reszty histydyny 57 i asparaginianu 102, tworzące razem wahadłowiec protonowy. Proces rozpoczyna się od przekazu kationu wodoru. Procesy te prowadzą do wzrostu właściwości nukleofilowych tlenu seryny 195, który może dzięki temu skuteczniej zaatakować karbonylowy atom węgla wiązania peptydowego. Grupa acylowa zostaje w ten sposób przeniesiona na resztę serylową enzymu. Natomiast C-końcowy fragment rozkładanego peptydu wraz z uwolnioną w ten sposób resztą aminową (tworzącą uprzednio rozłożone już wiązanie peptydowe) opuszcza miejsce aktywne enzymu. W dalszym etapie sieć przekazu ładunku musi zadziałać po raz kolejny, tym razem aktywując cząsteczkę wody do anionu wodorotlenkowego, mogącego reagować z acylowanym enzymem i odtworzyć wyjściowy enzym, uwalniając drugi produkt. Podobnie wygląda mechanizm w przypadku elastazy czy trypsyny (różnice obejmują położenie reszt aminoacylowych w łańcuchu polipeptydowym enzymu).

Mechanizm działania proteazy serynowej na przykładzie chymotrypsyny. Znajdujące się w centrum aktywnym reszty aminoacylowe seryny, histydyny i kwasu asparaginowego zaznaczono kolorem czarnym, a fragment cząsteczki hydrolizowanego białka kolorem czerwonym. Widać, jak zbliżone do siebie reszty wymieniają między sobą kationy wodorowe, a reszta serylowa poprzez grupę hydroksylową przyłącza się do karbonylowego węgla z tetraedrycznym produktem pośrednim (na górze), rozpadającym się z przyłączeniem wody. Następnie wahadłowiec protonowy działa ponownie (pośrodku). Drugi produkt odłącza się, a enzym odnawia się w stanie jak sprzed reakcji (na dole).

Mechanizm katalizy kowalencyjnej służy również fruktozo-1,6-bisfosfatazie. W miejscu aktywnym znajduje się 7 reszt aminoacylowych aktywnie zaangażowanych w katalizę reakcji., przy czym 3 z nich zalicza się do triady katalitycznej. Z substratem łączy się reszta histydylu, tworząc resztę fosfohistydyny.